# Esrange
Esrange, abreviatura de European Spaceresearch RANGE, es un centro de investigación y lanzamiento de cohetes, ubicado a 45 km al este de la ciudad de Kiruna en el norte de Suecia. 
Es una base para la investigación científica utilizando globos de gran altura, investigación de las auroras boreales, lanzamiento de cohetes sonda y satélites de monitoreo, entre otras actividades.
El 13 de enero de 2023, el Rey de Suecia Carlos XVI Gustavo, la Presidenta de la Comisión Europea Ursula von der Leyen y el Primer Ministro sueco Ulf Kristersson, cortan la cinta inaugural del "Puerto espacial de Esrange", presentado como "el primer complejo de lanzamiento de satélites en Europa continental". El primer lanzamiento con un satélite está previsto para el primer trimestre de 2024.

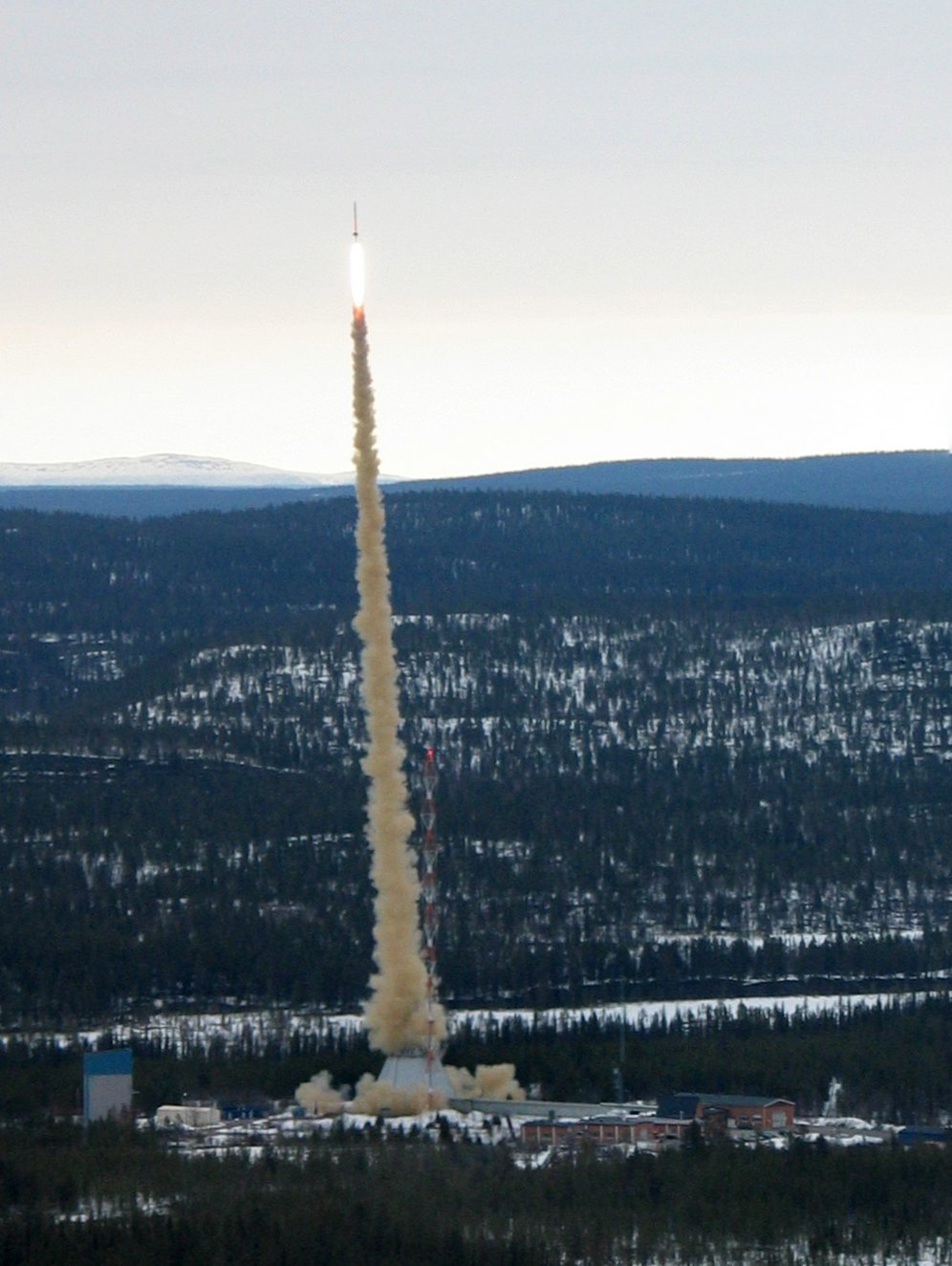
Lanzamiento de cohete desde Esrange

El Centro Esrange tiene cuatro plataformas de lanzamiento:
- Lanzador Aries
- Lanzador Centauro
- Lanzador MRL (para cohetes Black Brant)
- Lanzador Skylark (utilizado actualmente para cohetes VSB-30)